# Sicko Mode
Sicko Mode (gestileerd als SICKO MODE) is een single van de Amerikaanse rapper Travis Scott met eveneens Amerikaanse rapper Drake uit 2018. Het stond in 2018 als derde track op het album Astroworld.

## Achtergrond
Sicko Mode is geschreven door Brytavious Chambers, Chauncey Hollis, Kevin Gomringer, Mike Dean, Ozan Yildirim, Rogét Chahayed, Tim Gomringer, Ali Shaheed Jones-Muhammad, Aubrey Graham, Bryan Higgins, Christopher Martin, Christopher Wallace, Chylow Parker, Cydel Young, Fred Scruggs, Harry Wayne Casey, John Edward Hawkins, Jacques Berman Webster II, James Jackson, Kamaal Fareed, Keith Elam, Khalif Brown, Kirk Jones, Luther Campbell, Malik Taylor, Mirsad Dervic, Osten Harvey, Richard Finch, Trevor Smith en Tyrone Taylor en geproduceerd door Hot-Boy, OZ, Tay Keith, Cubeatz en Rogét Chahayed. Het nummer bestaat uit drie verschillende composities. In het lied zelf vraagt Scott zich af hoe deze drie composities bij elkaar zijn gekomen en zegt hij dat hij de lijm tussen de drie delen is. In het nummer komt een sample voor van Gimme the Loot van The Notorious B.I.G.. Doordat het lied zo anders is dan de gebruikelijke hiphop nummers, twijfelde producer OZ of het nummer wel echt een hit zou worden.

## Hitnoteringen
Sicko Mode stond in hitlijsten over de hele wereld. De hoogste positie werd behaald in de Billboard Hot 100, waar het op de eerste plaats te vinden was. In Nederland haalde het de Top 40 niet, maar kwam het wel tot de 35e positie in de Single Top 100. In Vlaanderen was het ook niet in de Ultratop 50 te vinden, maar in Wallonië kwam het wel die lijst in, op de 39e plaats. Het lied werd voor twee Grammy Awards genomineerd; één voor Best Rap Performance en één voor Best Rap Song. Beide nominaties werden niet verzilverd.